# Aeroportul Rennell/Tingoa
Aeroportul Rennell/Tingoa (IATA: RNL, ICAO: AGGR) este un aeroport din Rennell and Bellona Province⁠(d), Insulele Solomon ce deservește zona Tigoa⁠(d).
Situat la o altitudine de 20 m, aeroportul dispune de o singură pistă.